# 陶郡
陶郡是由秦國在濟西之戰設置的一郡，秦國曾在公元前270年以此地的兵力攻打齊國，奪得大片齊地，在公元前254年被魏國佔領，後來在公元前238年再被秦國收復。